# Командующие пограничными войсками СССР и РФ
Командующие воинскими формированиями и органами по охране государственной границы Союза Советских Социалистических Республик и Российской Федерации

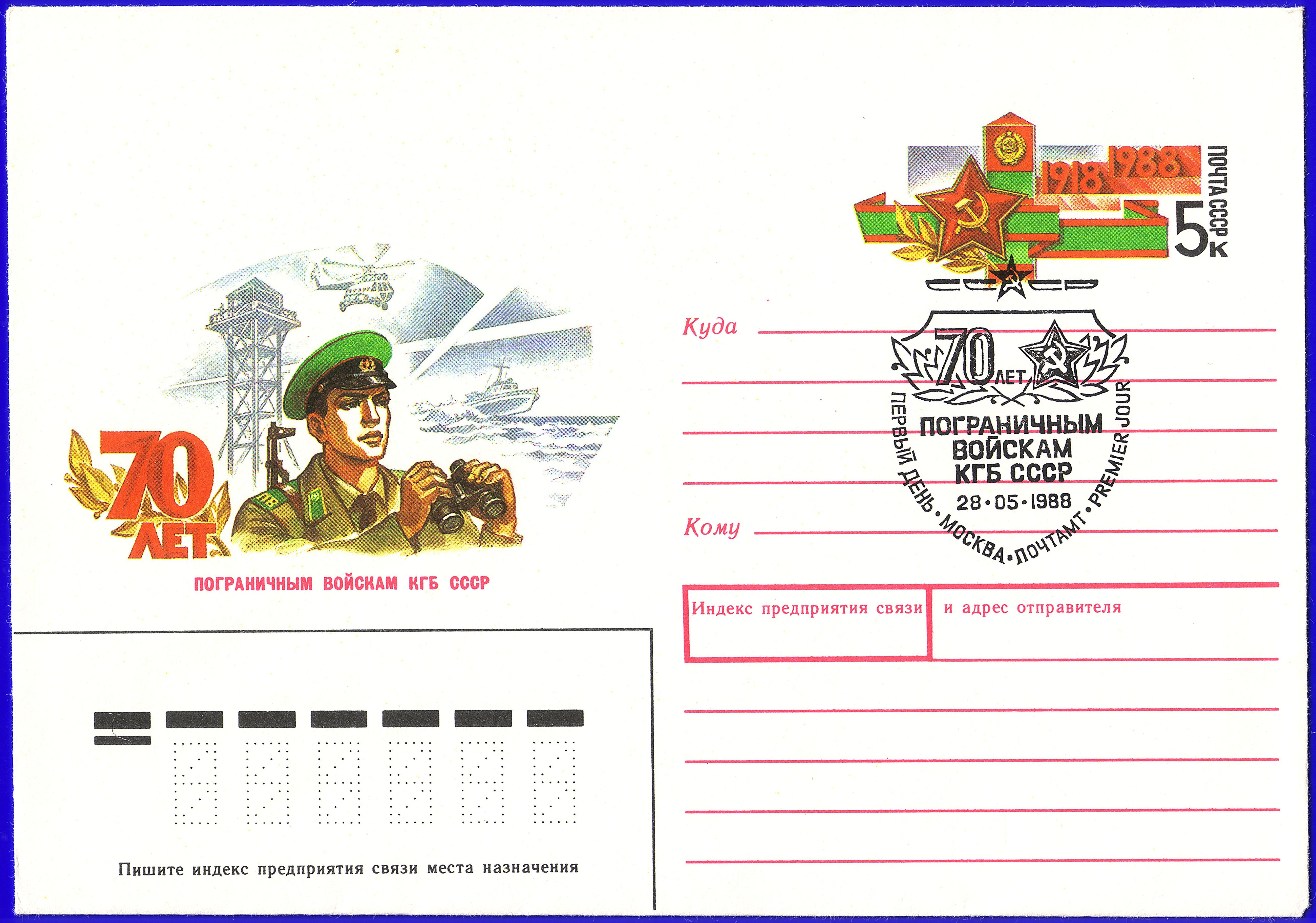
Специальное гашение оригинальной марки в честь 70-летия пограничных войск КГБ СССР, 1988

| Таблица начальникoв, командующих, главнокомандующих ... | Таблица начальникoв, командующих, главнокомандующих ... | Таблица начальникoв, командующих, главнокомандующих ... | Таблица начальникoв, командующих, главнокомандующих ... |
| Время                                                   | Имя                                                     | Звание                                                  | Должность |
| ------------------------------------------------------- | ------------------------------------------------------- | ------------------------------------------------------- | --- |
| 1918—1919                                               | С. Г. Шамшев                                            | Полковник                                               | начальник Главного управления Пограничных войск Наркомата финансов РСФСР/Наркомата торговли и промышленности РСФСР]]                                         |
| 1919                                                    | А. Л. Певнев                                            |                                                         | военный руководитель Главного управления пограничной охраны Наркомата торговли и промышленности РСФСР, председатель Военного совета пограничной охраны РСФСР |
| 1919—1920                                               | В. А. Степанов                                          |                                                         | начальник Управления Пограничного надзора |
| 1920—1921                                               | В. Р. Менжинский                                        |                                                         | начальник Особого отдела ВЧК (охрана границы) |
| 1922—1923                                               | А. Х. Артузов                                           | Корпусной комиссар                                      | начальник отдела Пограничных войск, отдела Пограничной охраны ОГПУ                                                                                           |
| 1923—1925                                               | Я. К. Ольский                                           |                                                         | начальник отдела Пограничной охраны ОГПУ |
| 1925—1929                                               | З. Б. Кацнельсон                                        | Комиссар государственной безопасности 2-го ранга        | начальник Главного управления Пограничной охраны ОГПУ |
| 1929                                                    | С. Г. Вележев                                           |                                                         | начальник Главного управления Пограничной охраны ОГПУ |
| 1929—1931                                               | И. А. Воронцов                                          |                                                         | начальник Главного управления Пограничной охраны ОГПУ |
| 1931—1933                                               | Н. М. Быстрых                                           | Комиссар государственной безопасности 3-го ранга        | начальник Главного управления Пограничной охраны ОГПУ |
| 1933—1937                                               | М. П. Фриновский                                        | Командарм 1-го ранга                                    | начальник Главного управления Пограничной (с 1934 Пограничной и Внутренней) охраны ОГПУ (с 1934 НКВД СССР)                                                   |
| 1937—1938                                               | Н. К. Кручинкин                                         | Комдив                                                  | начальник Главного управления Пограничной и Внутренней охраны НКВД СССР                                                                                      |
| 1938—1939                                               | А. А. Ковалёв                                           | Комдив                                                  | начальник Главного управления Пограничных и Внутренних войск НКВД СССР                                                                                       |
| 1939—1941                                               | Г. Г. Соколов                                           | генерал-лейтенант                                       | начальник Главного управления Пограничных войск НКВД СССР |
| 1942—1952                                               | Н. П. Стаханов                                          | генерал-лейтенант                                       | начальник Главного управления Пограничных войск НКВД СССР (с 1946 МВД СССР, с 1949 МГБ СССР)                                                                 |
| 1952—1956                                               | П. И. Зырянов                                           | генерал-лейтенант                                       | начальник Пограничных войск МГБ СССР (с 1953 МВД СССР) |
| 1956—1957                                               | Т. А. Строкач                                           | генерал-лейтенант                                       | начальник Главного управления Пограничных и Внутренних войск МВД СССР                                                                                        |
| 1957—1972                                               | П. И. Зырянов                                           | генерал-лейтенант (до 1961) генерал-полковник           | начальник Пограничных войск КГБ СССР |
| 1972—1989                                               | В. А. Матросов                                          | генерал-полковник (до 1978) генерал армии               | начальник Пограничных войск КГБ СССР |
| 1989—1992                                               | И. Я. Калиниченко                                       | генерал-полковник                                       | начальник Пограничных войск КГБ СССР, с 1991 главнокомандующий Пограничными войсками СНГ                                                                     |
| 1992—1993                                               | В. И. Шляхтин                                           | генерал-полковник                                       | командующий Пограничными войсками Российской Федерации |
| 1993—1997                                               | А. И. Николаев                                          | генерал-полковник (до 1995) генерал армии               | главнокомандующий Пограничными войсками, с 1994 директор Федеральной пограничной службы (ФПС)                                                                |
| 1998                                                    | Н. Н. Бордюжа                                           | генерал-полковник                                       | директор ФПС |
| 1998—2003                                               | К. В. Тоцкий                                            | генерал-полковник (до 2003) генерал армии               | директор Федеральной пограничной службы (ФПС) |
| 2003—2013                                               | В. Е. Проничев                                          | генерал-полковник (до 2005) генерал армии               | первый заместитель директора ФСБ России, руководитель Пограничной службы ФСБ России                                                                          |
| с 10 апреля 2013 года                                   | Владимир Григорьевич Кулишов                            | генерал армии                                           | первый заместитель директора ФСБ России возглавляет Пограничную службу ФСБ России                                                                            |